# اللكمة (النادرة)

تعديل مصدري - تعديل

اللكمة إحدى حارات مدينة النادرة بمحافظة إب، بلغ تعداد سكانها 725 نسمة حسب تعداد اليمن لعام 2004.